# Andrejová
Andrejová é um município da Eslováquia, situado no distrito de Bardejov, na região de Prešov. Tem 11,66 km² de área e sua população em 2018 foi estimada em 366 habitantes.

## Demografia
| Ano:        | 1994 | 2004    | 2014    | 2024   |
| ----------- | ---- | ------- | ------- | ------ |
| Broj ljudi: | 287  | 317     | 371     | 351    |
| Razlika:    |      | +10,45% | +17,03% | -5,39% |

| Ano:               | 2023 | 2024 |
| ------------------ | ---- | ---- |
| Número de pessoas: | 351  | 351  |
| Diferença:         |      | +0%  |